# Solowezki
Solowezki (russisch Соловецкий) ist eine der russischen Solowezki-Inseln im Weißen Meer. Sie liegt südwestlich des kleineren Eilands Anserski. Solowezki wurde zu Zeiten von Katharina der Großen und später von den Bolschewiki mit dem Sonderlager Solowezki als Gefängnisinsel – u. a. zur Inhaftierung von Kosaken – genutzt und gilt als Teil des Archipels Gulag. Im dortigen Solowezki-Kloster wohnen seit 1992 wieder Mönche.